# St.-Antonius-Kapelle (Niederbergheim)

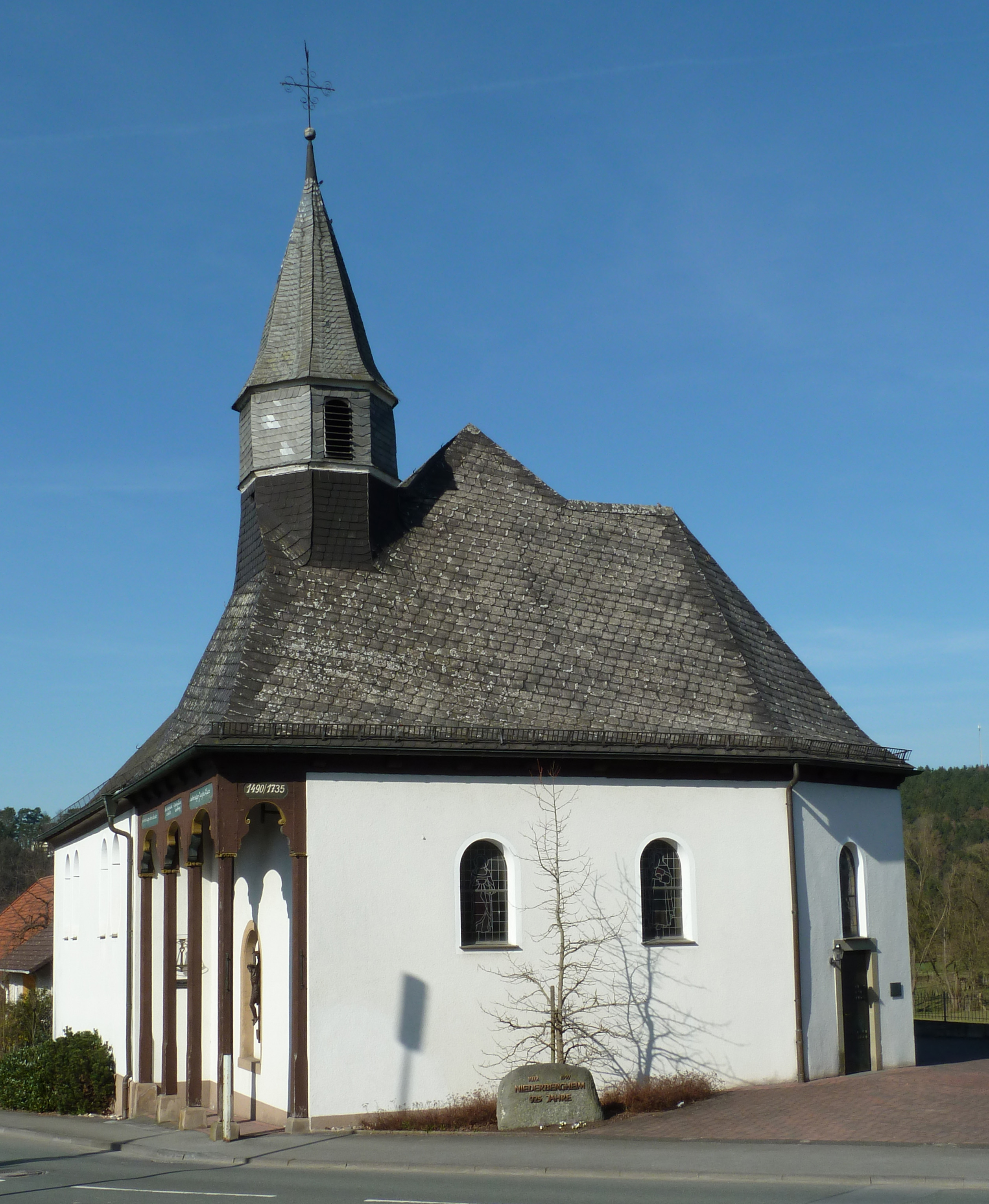
St. Antonius- und St. Luzia-Kapelle

Die St.-Antonius-Kapelle ist eine katholische Kapelle in Niederbergheim, einem Ortsteil der Stadt Warstein im Kreis Soest. Mitpatronin der Filialkirche der Pfarrgemeinde St. Johannes Baptist in Warstein-Allagen ist die hl. Luzia. Der Bau wurde auf den Grundmauern der verfallenden Kapelle des Schwesternhaus Niederbergheim errichtet.

## Geschichte

### Schwesternhaus Niederbergheim
Seit über 500 Jahren lässt sich kirchliches Leben in Niederbergheim nachweisen. Am Beginn stand Das Schwesternhaus Niederbergheim. Der Beginn der Gemeinschaft ist unklar. Im Jahr 1465 wurde erst mal eine Klause erwähnt. Sie muss danach wieder eingegangen sein, da sie durch die Familie von Uden nach 1485 neu errichtet wurde. Bewohnt wurde sie von Augustinerinnen. Die ersten Angehörigen kamen aus dem Mutterhaus in Rüthen. Die geistliche Aufsicht übte das Augustinerkloster in Böddeken aus. Die Klause war mit der benachbarten Deutschordenskommende Mülheim rechtlich verbunden. Die Einrichtung florierte aber nicht. Sie war schon 1590 faktisch nicht mehr existent. Die Gebäude waren verfallen. Die Schwesterngemeinschaft wurde Teil des Schwesternhauses in Rüthen. Die Schwestern des Klosters Odacker baten darum, den Besitz des Schwesternhauses mit ihrem Kloster zu vereinen. Er wurde dann allerdings dem Mutterhaus in Rüthen zugesprochen.

### Kapelle
Um 1735 errichtete die Bevölkerung eine Kapelle auf den Grundmauern des verfallenen Klosters. Der Ort Niederbergheim breitete sich um die Kapelle herum aus. Zu Beginn des 20. Jahrhunderts bot die Kapelle nicht mehr genug Platz für die Gläubigen. Der im Jahr 1909 gegründete Kapellenverein Niederbergheim errichtete im Jahr 1921 einen Erweiterungsbau. Bis heute widmet sich der Kapellenverein der Unterhaltung und Verschönerung der Kapelle.

## Ausstattung
Zur Ausstattung gehören unter anderem vier barocke Figuren aus der Werkstatt des Rüthener Holzbildhauers Paul Gladbach. Es handelt sich um den Kapellenpatron den hl. Antonius, den Patron der Pfarrgemeinde Johannes den Täufer, sowie die Apostel Petrus und Paulus. An die hl. Luzia erinnert ein Bleiglasfenster im Turmteil der Kapelle.